# Myrcinus aspera
Myrcinus aspera es una especie de mantis de la familia Mantidae.

## Distribución geográfica
Se encuentra en las islas Filipinas.